# Tarikh Janssen
Tarikh Janssen (30 augustus 1987) is een Nederlands acteur.
Janssen is in 2013 afgestudeerd aan de Toneelacademie Maastricht. Nog voor zijn afstuderen speelde hij onder andere bij de Toneelgroep Maastricht. Hij speelde een vaste rol in de televisieseries Ik ook van jou en Project Orpheus.
In 2023 maakt Janssen zijn musicaldebuut met de rol van Frank Farmer in de musical The Bodyguard. In 2024 speelt Janssen voor het eerst een solovoorstelling in het theater: het stuk Sonny Boy, gebaseerd op het gelijknamige boek van Annejet van der Zijl.

## Filmografie

### Film
- 2012: Cabo als Artur
- 2013: De Nieuwe Wereld als Erwin
- 2013: Smoorverliefd als Jim
- 2016: Brasserie Valentijn als Jim
- 2016: Moos als Robert
- 2016: Onze Jongens als Chuck
- 2017: Alles voor elkaar als Ezra
- 2018: Taal is zeg maar echt mijn ding als Rick
- 2018: Mannen van Mars als Felix
- 2018: Mag ik een paardje als Oliver (korte film)
- 2021: A Remark You Made als Joshua (korte film)
- 2022: Good Bad Girl als Sam Verwest (televisiefilm)
- 2022: Ik wist het als Feo
- 2024: Invasie als Andy

### Televisie
- 2011: Flikken Maastricht als Wijnand Chocolaad (afl. "Nieuwe Wijn")
- 2012: Vermist als Karim Assaraf / Youssef Assaraf (afl. "Marie")
- 2013: Ik ook van jou als Winston (60 afleveringen)
- 2013: Van God Los als Edson Domingo (afl. "Para")
- 2014: Johan: logisch is anders als jonge Ruud Gullit (2 afleveringen)
- 2014: Divorce als Marvin Hubbert (2 afleveringen)
- 2016: Project Orpheus als Zeger (12 afleveringen)
- 2016: Nieuwe Buren Als Jack (?? afleveringen)
- 2017: De mannen van dokter Anne als Stanley Jackson (afl. "1.5")
- 2017: B.A.B.S. als Mike Stitou (afl. "Loek en toch weer Anneke")
- 2017: De Spa als Bart (4 afleveringen)
- 2017-2020 Papadag als Bob de Jong (collega van Alice)
- 2020: Kerstgezel.nl als Flo  (1 aflevering)
- 2023: Anoniem als Moek

## Theater
- 2011: Intensive Care 3 A.M. - Toneelgroep Maastricht
- 2012: King Lear - Het Toneel Speelt
- 2012: Woef Side Story - Ro Theater
- 2013: De staat van de mens - Toneelacademie Maastricht
- 2014: Met mij gaat het goed - Ziarah en Tarikh Janssen
- 2015: Sophie - DeLaMar Producties
- 2016: Hamlet - Zep
- 2019: Wie is bang? - Theaterproductiehuis Zeelandia/NTGent
- 2020: De Laatste Dichters - Urban Myth[5]
- 2022: We hadden liefde, we hadden wapens - Urban Myth
- 2023: The Bodyguard - Stage Entertainment
- 2024: Sonny Boy - Solo Stories